# Macabebe
Macabebe ist eine philippinische Stadtgemeinde in der Provinz Pampanga. Sie hat 75.850 Einwohner (Zensus 1. August 2015).

## Baranggays
Macabebe ist politisch in 25 Baranggays unterteilt.
| - Batasan - Caduang Tete - Candelaria - Castuli - Consuelo - Dalayap - Mataguiti - San Esteban - San Francisco - San Gabriel (Pob.) - San Isidro - San Jose - San Juan | - San Rafael - San Roque - San Vicente - Santa Cruz (Pob.) - Santa Lutgarda - Santa Maria - Santa Rita - Santo Niño - Santo Rosario (Pob.) - Saplad David - Saplad - Tacasan - Telacsan |

## Weblink
- elgu2.ncc.gov.ph - Macabebe (Memento vom 13. Oktober 2007 im Internet Archive)